# This game
「This game」（ディスゲーム）は、鈴木このみの6枚目のシングル。2014年5月21日にメディアファクトリーから発売された。

## 概要
前作「AVENGE WORLD/世界は疵を抱きしめる」より約6か月ぶりとなる、鈴木このみの2014年第1弾シングル。 DVD付きの初回限定盤（ZMCZ-9306）およびCDのみの通常盤（ZMCZ-9307）の2形態で発売。
表題曲の「This game」はテレビアニメ『ノーゲーム・ノーライフ』のオープニングテーマに起用されている。「This game」はゲームの世界で勝ち上がっていく主人公のように、歌の世界の頂点を目指して力強く高らかに歌い上げるバンドサウンド調の曲に仕上がっており、ピアノが力強く美しく生きる楽曲になっている。
本シングルの「This game」は、『ノーゲーム・ノーライフ』アニメ本編で使用されている曲とは、サウンドや歌詞はそのままだが、歌い方が異なった別バージョンとなっており、厳密には別の曲となっている。アニメ本編で使用されたバージョンの「This game」は、『ノーゲーム・ノーライフ』の楽曲を集めたコンプリートアルバム「NO SONG NO LIFE」にて、同名の曲として収録されている。
カップリング曲には「Delighting」の他に、初回限定盤では「太陽曰く燃えよカオス」、通常盤では「サイバーサンダーサイダー」のカバー曲が収録されている。
両形態に収録されている「Delighting」は、表題曲のアレンジかつ別歌詞による楽曲となる。また、「太陽曰く燃えよカオス」はメタル調にアレンジが加えられており、ゲストボーカルとしてイタリアで活躍するメロディックデスメタルバンド「Disarmonia Mundi」よりEttore RigottiとClaudio Ravinaleが参加しており、初の海外アーティストとのコラボが実現した。

## 収録曲

### 初回限定盤
| #         | タイトル                                                                   | 作詞      | 作曲               | 編曲                                 | 時間  |
| --------- | -------------------------------------------------------------------------- | --------- | ------------------ | ------------------------------------ | ----- |
| 1.        | 「This game」                                                              | 深青結希  | 若林充             | eba 秋月須清（ストリングスアレンジ） | 4:44  |
| 2.        | 「Delighting」                                                             | 深青結希  | 若林充             | 若林充                               | 4:51  |
| 3.        | 「太陽曰く燃えよカオス」(ゲストボーカル：Ettore Rigotti、Claudio Ravinale) | 畑亜貴    | 田中秀和（MONACA） | Dragon Guardian                      | 3:57  |
| 4.        | 「This game」(Instrumental)                                                |           |                    |                                      | 4:12  |
| 5.        | 「Delighting」(Instrumental)                                               |           |                    |                                      | 4:50  |
| 合計時間: | 合計時間:                                                                  | 合計時間: | 合計時間:          | 合計時間:                            | 22:34 |

| #  | タイトル                                                          | 作詞 | 作曲・編曲 |
| -- | ----------------------------------------------------------------- | ---- | ---------- |
| 1. | 「This game」(LIVE Music Video（フルサイズ）)                     |      |            |
| 2. | 「1stワンマンライブ〜鈴木っ!! 走るなっ!!〜 ドキュメンタリー映像」 |      |            |

### 通常盤
| #         | タイトル                     | 作詞・作曲 | 編曲      | 時間  |
| --------- | ---------------------------- | ---------- | --------- | ----- |
| 1.        | 「This game」                |            |           | 4:44  |
| 2.        | 「Delighting」               |            |           | 4:51  |
| 3.        | 「サイバーサンダーサイダー」 | EZFG       | Soyik     | 3:29  |
| 4.        | 「This game」(Instrumental)  |            |           | 4:12  |
| 5.        | 「Delighting」(Instrumental) |            |           | 4:50  |
| 合計時間: | 合計時間:                    | 合計時間:  | 合計時間: | 22:06 |

## チャート
| チャート（2014年）            | 最高位 |
| ----------------------------- | ------ |
| オリコン                      | 13     |
| Billboard Japan Hot 100       | 9      |
| Billboard Japan Hot Animation | 2      |

## カバー
- Roselia［湊友希那（相羽あいな）］ - ゲーム『バンドリ! ガールズバンドパーティ!』に収録（2018年3月16日追加[9]）。2019年12月発売のアルバム『バンドリ！ ガールズバンドパーティ！ カバーコレクション Vol.3』でCD初収録。
- Photon Maiden - 「Animelo Summer Live 2022 -Sparkle-」とのコラボ楽曲として、2022年8月26日にゲーム『D4DJ Groovy Mix』に追加[10]、2023年7月12日発売のアルバム『D4DJ Groovy Mix カバートラックス vol.8』でCD初収録。
- 安養寺姫芽（来栖りん） - ゲーム『Link!Like!ラブライブ！』に収録（2024年11月4日追加[11]）。